# Vriezer Post
De Vriezer Post is het huis-aan-huisblad voor het Noord-Drentse dorp Vries en omstreken. Deze dorpskrant is in 1968 in het leven geroepen om de inwoners van deze plaats informatie over hun dorp te bieden.
De Vriezer Post werd lange tijd gedrukt door drukkerij Franken. Omdat de eigenaren van deze drukkerij op leeftijd kwamen werd het bedrijf per 1 januari 2005 overgenomen door drukkerij Van Genne die zich vanaf dat moment Franken Grafimedia noemt. 
Per 1 augustus 2010 is de krant overgenomen door Drukkerij Van der Meer b.v. te Oosterwolde (Fr.). 
Medio 2011 heeft Media Totaal Noord te Roden de uitgave overgenomen.
Het blad verschijnt wekelijks en bevat, naast alle mogelijke plaatselijke nieuwtjes en ingezonden artikelen, een pagina met officiële bekendmakingen van de gemeente Tynaarlo, waar Vries na een herindeling deel van uitmaakt.